# Independent Spirit a la millor actriu
L'Independent Spirit a la millor actriu (en anglès Independent Spirit Award for Best Female Lead) és el Premi Independent Spirit que es concedeix anualment a la millor actriu protagonista.

## Guanyadores i nominades
L'actriu guanyadora de cada any es mostra sobre fons blau:

### Dècada del 1980
| Any  | Actriu               | Pel·lícula               | Personatge         |
| ---- | -------------------- | ------------------------ | ------------------ |
| 1985 | Geraldine Page       | The Trip to Bountiful    | Carrie Watts       |
| 1985 | Rosanna Arquette     | After Hours              | Marcy Franklin     |
| 1985 | Laura Dern           | Smooth Talk              | Connie Wyatt       |
| 1985 | Lori Singer          | Trouble in Mind          | Georgia            |
| 1986 | Isabella Rossellini  | Blue Velvet              | Dorothy Vallens    |
| 1986 | Elpidia Carrillo     | Salvador                 | María              |
| 1986 | Patricia Charbonneau | Desert Hearts            | Cay Rivvers        |
| 1986 | Laura Dern           | Blue Velvet              | Sandy Williams     |
| 1986 | Tracy Camilla Johns  | She's Gotta Have It      | Nola Darling       |
| 1987 | Sally Kirkland       | Anna                     | Anna               |
| 1987 | Lillian Gish         | The Whales of August     | Sarah Webber       |
| 1987 | Debra Sandlund       | Tough Guys Don't Dance   | Patty Lareine      |
| 1987 | Louise Smith         | Working Girls            | Molly              |
| 1987 | Joanne Woodward      | The Glass Menagerie      | Amanda Wingfield   |
| 1988 | Jodie Foster         | Five Corners             | Linda              |
| 1988 | Ricki Lake           | Hairspray                | Tracy Turnblad     |
| 1988 | Nobu McCarthy        | The Wash                 | Masi Matsumoto     |
| 1988 | Julia Roberts        | Mystic Pizza             | Daisy Arujo        |
| 1988 | Meg Ryan             | Promised Land            | Bev Sykes          |
| 1989 | Andie MacDowell      | Sex, Lies, and Videotape | Ann Bishop Mullany |
| 1989 | Youki Kudoh          | Mystery Train            | Mitsuko            |
| 1989 | Kelly Lynch          | Drugstore Cowboy         | Dianne             |
| 1989 | Winona Ryder         | Heathers                 | Veronica Sawyer    |
| 1989 | Annabella Sciorra    | True Love                | Donna              |

### Dècada del 1990
| Any  | Actriu                | Pel·lícula                                               | Personatge                   |
| ---- | --------------------- | -------------------------------------------------------- | ---------------------------- |
| 1990 | Anjelica Huston       | The Grifters                                             | Lilly Dillon                 |
| 1990 | Mary Alice            | To Sleep with Anger                                      | Suzie                        |
| 1990 | Eszter Balint         | Bail Jumper                                              | Elaine                       |
| 1990 | Carolyn Farina        | Metropolitan                                             | Audrey Rouget                |
| 1990 | Joanne Woodward       | Mr. & Mrs. Bridge                                        | India Bridge                 |
| 1991 | Judy Davis            | Impromptu                                                | George Sand / Aurora         |
| 1991 | Patsy Kensit          | Twenty-One                                               | Katie                        |
| 1991 | Mimi Rogers           | The Rapture                                              | Sharon                       |
| 1991 | Lili Taylor           | Bright Angel                                             | Lucy                         |
| 1991 | Lily Tomlin           | The Search for Signs of Intelligent Life in the Universe | Various roles                |
| 1992 | Fairuza Balk          | Gas Food Lodging                                         | Shade                        |
| 1992 | Edie Falco            | Laws of Gravity                                          | Denise                       |
| 1992 | Catherine Keener      | Johnny Suede                                             | Yvonne                       |
| 1992 | Sheryl Lee            | Twin Peaks: Els últims dies de Laura Palmer              | Laura Palmer                 |
| 1992 | Cynda Williams        | One False Move                                           | Lila 'Fantasia' Walker       |
| 1993 | Ashley Judd           | Ruby in Paradise                                         | Ruby Lee Gissing             |
| 1993 | Suzy Amis             | The Ballad of Little Jo                                  | Josephine 'Jo' Monaghan      |
| 1993 | May Chin              | The Wedding Banquet                                      | Wei-Wei                      |
| 1993 | Ariyan A. Johnson     | Just Another Girl on the I.R.T.                          | Chantel Mitchell             |
| 1993 | Emma Thompson         | Much Ado About Nothing                                   | Beatrice                     |
| 1994 | Linda Fiorentino      | L'última seducció                                        | Bridget Gregory / Wendy Kroy |
| 1994 | Jennifer Jason Leigh  | La senyora Parker i el cercle viciós                     | Dorothy Parker               |
| 1994 | Karen Sillas          | What Happened Was...                                     | Jackie Marsh                 |
| 1994 | Lauren Vélez          | I Like It Like That                                      | Lisette Linares              |
| 1994 | Chien-Lien Wu         | Eat Drink Man Woman                                      | Jia-Chien                    |
| 1995 | Elisabeth Shue        | Leaving Las Vegas                                        | Sera                         |
| 1995 | Jennifer Jason Leigh  | Georgia                                                  | Sadie Flood                  |
| 1995 | Elina Löwensohn       | Nadja                                                    | Nadja                        |
| 1995 | Julianne Moore        | Safe                                                     | Carol White                  |
| 1995 | Lili Taylor           | The Addiction                                            | Kathleen Conklin             |
| 1996 | Frances McDormand     | Fargo                                                    | Marge Gunderson              |
| 1996 | María Conchita Alonso | Caught                                                   | Betty                        |
| 1996 | Scarlett Johansson    | Manny & Lo                                               | Manny                        |
| 1996 | Catherine Keener      | Walking and Talking                                      | Amelia                       |
| 1996 | Renée Zellweger       | The Whole Wide World                                     | Novalyne Price               |
| 1997 | Julie Christie        | Afterglow                                                | Phyllis Mann                 |
| 1997 | Stacy Edwards         | In the Company of Men                                    | Christine                    |
| 1997 | Alison Folland        | All Over Me                                              | Claude                       |
| 1997 | Lisa Harrow           | Sunday                                                   | Madeleine Vesey              |
| 1997 | Robin Wright Penn     | Loved                                                    | Hedda Amerson                |
| 1998 | Ally Sheedy           | High Art                                                 | Lucy Berliner                |
| 1998 | Katrin Cartlidge      | Claire Dolan                                             | Claire Dolan                 |
| 1998 | Christina Ricci       | El contrari del sexe                                     | Dede Truitt                  |
| 1998 | Robin Tunney          | Niagara, Niagara                                         | Marcy                        |
| 1998 | Alfre Woodard         | Down in the Delta                                        | Loretta Sinclair             |
| 1999 | Hilary Swank          | Boys Don't Cry                                           | Brandon Teena                |
| 1999 | Diane Lane            | A Walk on the Moon                                       | Pearl Kantrowitz             |
| 1999 | Janet McTeer          | Tumbleweeds                                              | Mary Jo Walker               |
| 1999 | Susan Traylor         | Valerie Flake                                            | Valerie Flake                |
| 1999 | Reese Witherspoon     | Election                                                 | Tracy Flick                  |

### Dècada del 2000
| Any  | Actriu                  | Pel·lícula              | Personatge                  |
| ---- | ----------------------- | ----------------------- | --------------------------- |
| 2000 | Ellen Burstyn           | Requiem for a Dream     | Sara Goldfarb               |
| 2000 | Joan Allen              | The Contender           | Laine Hanson                |
| 2000 | Sanaa Lathan            | Love & Basketball       | Monica Wright               |
| 2000 | Laura Linney            | You Can Count on Me     | Samantha 'Sammy' Prescott   |
| 2000 | Kelly Macdonald         | Two Family House        | Mary O'Neary                |
| 2001 | Sissy Spacek            | In the Bedroom          | Ruth Fowler                 |
| 2001 | Kim Dickens             | Things Behind the Sun   | Sherry                      |
| 2001 | Molly Parker            | The Center of the World | Florence                    |
| 2001 | Tilda Swinton           | The Deep End            | Margaret Hall               |
| 2001 | Kerry Washington        | Lift                    | Niecy                       |
| 2002 | Julianne Moore          | Far from Heaven         | Cathy Whitaker              |
| 2002 | Jennifer Aniston        | The Good Girl           | Justine Last                |
| 2002 | Maggie Gyllenhaal       | Secretary               | Lee Holloway                |
| 2002 | Catherine Keener        | Lovely & Amazing        | Michelle Marks              |
| 2002 | Parker Posey            | Personal Velocity       | Greta Herskowitz            |
| 2003 | Charlize Theron         | Monster                 | Aileen Wuornos              |
| 2003 | Agnes Bruckner          | Blue Car                | Megan Denning               |
| 2003 | Zooey Deschanel         | All the Real Girls      | Noel                        |
| 2003 | Samantha Morton         | In America              | Sarah                       |
| 2003 | Elisabeth Moss          | Virgin                  | Jessie Reynolds             |
| 2004 | Catalina Sandino Moreno | Maria Full of Grace     | María Álvarez               |
| 2004 | Kimberly Elise          | Woman Thou Art Loosed   | Michelle Jordan             |
| 2004 | Vera Farmiga            | Down to the Bone        | Irene                       |
| 2004 | Judy Marte              | On the Outs             | Oz                          |
| 2004 | Kyra Sedgwick           | Cavedweller             | Delia Byrd                  |
| 2005 | Felicity Huffman        | Transamerica            | Bree                        |
| 2005 | Dina Korzun             | Forty Shades of Blue    | Laura                       |
| 2005 | Laura Linney            | The Squid and the Whale | Joan Berkman                |
| 2005 | S. Epatha Merkerson     | Lackawanna Blues        | Rachel 'Nanny' Crosby       |
| 2005 | Cyndi Williams          | Room                    | Julia Barker                |
| 2006 | Shareeka Epps           | Half Nelson             | Drey                        |
| 2006 | Catherine O'Hara        | For Your Consideration  | Marilyn Hack                |
| 2006 | Elizabeth Reaser        | Sweet Land              | Young Inge                  |
| 2006 | Michelle Williams       | Land of Plenty          | Lana                        |
| 2006 | Robin Wright Penn       | Sorry, Haters           | Phoebe Torrence             |
| 2007 | Ellen Page              | Juno                    | Juno MacGuff                |
| 2007 | Angelina Jolie          | A Mighty Heart          | Mariane Pearl               |
| 2007 | Sienna Miller           | Interview               | Katya                       |
| 2007 | Parker Posey            | Broken English          | Nora Wilder                 |
| 2007 | Tang Wei                | Lust, Caution           | Wong Chia Chi / Mak Tai Tai |
| 2008 | Melissa Leo             | Frozen River            | Ray Eddy                    |
| 2008 | Summer Bishil           | Towelhead               | Jasira Maroun               |
| 2008 | Anne Hathaway           | Rachel Getting Married  | Kym                         |
| 2008 | Tarra Riggs             | Ballast                 | Marlee                      |
| 2008 | Michelle Williams       | Wendy and Lucy          | Wendy Carroll               |
| 2009 | Gabourey Sidibe         | Precious                | Claireece 'Precious' Jones  |
| 2009 | Maria Bello             | Downloading Nancy       | Nancy Stockwell             |
| 2009 | Nisreen Faour           | Amreeka                 | Muna Farah                  |
| 2009 | Helen Mirren            | The Last Station        | Sophia Tolstaya             |
| 2009 | Gwyneth Paltrow         | Two Lovers              | Michelle Rausch             |

### Dècada del 2010
| Any  | Actriu                  | Pel·lícula                  | Personatge                   |
| ---- | ----------------------- | --------------------------- | ---------------------------- |
| 2010 | Natalie Portman         | Black Swan                  | Nina Sayers / The Swan Queen |
| 2010 | Annette Bening          | The Kids Are All Right      | Dr. Nicole "Nic" Allgood     |
| 2010 | Greta Gerwig            | Greenberg                   | Florence Marr                |
| 2010 | Nicole Kidman           | Rabbit Hole                 | Becca Corbett                |
| 2010 | Jennifer Lawrence       | Winter's Bone               | Ree Dolly                    |
| 2010 | Michelle Williams       | Blue Valentine              | Cindy Heller                 |
| 2011 | Michelle Williams       | My Week with Marilyn        | Marilyn Monroe               |
| 2011 | Lauren Ambrose          | Think of Me                 | Angela                       |
| 2011 | Rachael Harris          | Natural Selection           | Linda                        |
| 2011 | Adepero Oduye           | Pariah                      | Alike                        |
| 2011 | Elizabeth Olsen         | Martha Marcy May Marlene    | Martha                       |
| 2012 | Jennifer Lawrence       | Silver Linings Playbook     | Tiffany Maxwell              |
| 2012 | Linda Cardellini        | Return                      | Kelli                        |
| 2012 | Emayatzy Corinealdi     | Middle of Nowhere           | Ruby                         |
| 2012 | Quvenzhané Wallis       | Beasts of the Southern Wild | Hushpuppy                    |
| 2012 | Mary Elizabeth Winstead | Smashed                     | Kate Hannah                  |
| 2013 | Cate Blanchett          | Blue Jasmine                | Jeanette "Jasmine" Francis   |
| 2013 | Julie Delpy             | Before Midnight             | Céline                       |
| 2013 | Gaby Hoffmann           | Crystal Fairy               | Crystal Fairy                |
| 2013 | Brie Larson             | Short Term 12               | Grace                        |
| 2013 | Shailene Woodley        | The Spectacular Now         | Aimee Finecky                |